# Омрі Альтман
Омрі Альтман (івр. עומרי אלטמן, нар. 23 березня 1994, Рамат-Ган) — ізраїльський футболіст, півзахисник кіпрського клубу АЕК (Ларнака).

## Клубна кар'єра
Народився 23 березня 1994 року в місті Рамат-Ган. Вихованець «Маккабі» (Тель-Авів), до академії якого приєднався у віці 11 років. Молодого таланта помітив англійський «Фулгем», який запросив гравця до своєї команди. У своєму першому сезоні в Англії Альтман грав у юнацькій команді «Фулгема» і забив 16 голів у чемпіонаті та допоміг їй виграти юнацький чемпіонат Англії. У наступному сезоні Альтман був переведений в резервну команду клубу, провівши 24 гри, втім влітку 2013 року він повернувся до «Маккабі» (Тель-Авів).
17 липня 2013 року Альтман вперше зіграв у складі першої команди «Маккабі» у матчі проти угорського «Дьєра» у кваліфікації Ліги чемпіонів УЄФА 2013/14, а 20 жовтня дебютував у Прем'єр-лізі, перемігши з рахунком 1:0 проти «Хапоеля» (Рамат-ха-Шарон). Загалом дебютного сезону він взяв участь у дев'яти іграх клубу у єврокубках, дійшовши до 1/16 фіналу Ліги Європи, а у чемпіонаті він провів 11 ігор і за підсумками сезону став з командою чемпіоном Ізраїлю.
14 серпня 2014 року Альтман був орендований «Хапоелем» (Петах-Тіква) на один сезон. Через три дні, у своєму дебютному матчі за клуб, Альтман забив свій перший гол за команду в матчі проти «Хапоеля» (Беер-Шева) у Кубку Тото, який завершився внічию 1:1. Всього в цьому сезоні він забив чотири голи в чемпіонаті і віддав сім гольових передач, але в кінці сезону команда вилетіла з вищого дивізіону.
18 червня 2015 року Альтман підписав контракт на п'ять сезонів з «Хапоелем» (Тель-Авів). 1 серпня 2015 року дебютував у клубі в дербі проти своєї колишньої команди «Маккабі» з Тель-Авів в рамках Кубка Тото. 16 серпня він забив свій дебютний гол за клуб у програному з рахунком 2:3 матчі проти «Маккабі» (Петах-Тіква)  в Кубку Тото. Пізніше в сезоні він також забив по голу у Кубку Ізраїлю та чемпіонаті і загалом у своєму першому сезоні в тель-авівському «Хапоелі» Альтман провів 27 матчів у всіх турнірах. У сезоні 2016/17 він провів 36 матчів у всіх турнірах і забив сім голів. Тим не менш команда посіла останнє місце і вилетіла з Прем'єр-ліги.
1 липня 2017 року Альтман підписав контракт на три сезони з грецьким «Панатінаїкосом» і став першим ізраїльським футболістом у клубі. Перші матчі за клуб він провів у кваліфікації Ліги Європи, а в чемпіонаті Греції забив три голи в 19 матчах, але 4 березня 2018 року отримав травму під час дербі проти «Олімпіакоса» і достроково завершив сезон. Лише 21 січня 2019 року Альтман повернувся до гри у матчі чемпіонату проти «Ламії» (0:1), і до кінця сезону провів 11 матчів у чемпіонаті Греції та забив один гол.
14 липня 2019 року Альтман повернувся в «Хапоель» (Тель-Авів) і підписав з клубом дворічний контракт. Сезон 2019/20 Альтман завершив як найкращий бомбардир команди з 11 голами та чотирма результативними передачами. У наступному сезоні, після уходу Орела Дгані, Альтман був призначений новим капітаном. Наприкінці того сезону він вийшов з командою до фіналу Кубка Ізраїлю 2020/21 і навіть забив там гол, але його команда програла «Маккабі» (Тель-Авів) з рахунком 1:2 після додаткового часу.
26 вересня 2021 року Альтман підписав контракт з португальською  «Ароукою», але у новій команді не закріпився і вже 30 січня 2022 року підписав контракт на два з половиною роки з кіпрським клубом АЕК (Ларнака). 5 лютого він дебютував у за нову команду у матчі проти «Аріса» (0:0), а 26 лютого забив дебютний гол у матчі проти АЕЛа (3:1). Станом на 9 серпня 2022 року відіграв за клуб з Ларнаки 15 матчів в національному чемпіонаті.

## Виступи за збірні
2010 року дебютував у складі юнацької збірної Ізраїлю (U-17), загалом на юнацькому рівні взяв участь у 29 іграх, відзначившись 3 забитими голами.
Протягом 2012—2016 років залучався до складу молодіжної збірної Ізраїлю, з якою виступав на домашньому молодіжному чемпіонаті Європи 2013 року. Свій єдиний матч на турнірі він зіграв проти Англії (1:0) на груповому етапі, коли на 55-й хвилині замінив Моанеса Дабура, ьтим не менш не зважаючи на перемогу ізраїльтяни не змогли вийти з групи. Всього на молодіжному рівні зіграв у 10 офіційних матчах, забив 5 голів.

## Досягнення
- Чемпіон Ізраїлю (1):

«Маккабі» (Тель-Авів): 2013/14